# Schnitzel (film)
Pour le mets traditionnel autrichien, voir Schnitzel.
Pour plus de détails, voir Fiche technique et Distribution.
Schnitzel (שניצל) est un film israélien écrit, produit et réalisé par Asaf Epstein (en), sorti en 2014
Ce court métrage de science-fiction met notamment en vedette Neveh Tzur (he), Olga Bardukov, Arik Mishali (he), Nir Malik et Adi Feldman.

## Synopsis
Un visiteur extraterrestre atterrit dans un supermarché et décide de prendre la forme d'un schnitzel (escalope).

## Fiche technique
- Titre original : Schnitzel (en hébreu : שניצל)
- Réalisation : Asaf Epstein
- Scénario : Asaf Epstein
- Directeur artistique : Karen Davidoff et Adam Dunhoff
- Photographie : Edan Sasson
- Montage : Tal Keller (he)
- Musique : Amit Poznansky (he)
- Production : Asaf Epstein et Adi Feldman
- Société de production : Asaf Epstein
- Société de distribution : Asaf Epstein
- Société d'effets spéciaux : Volcano Studios et Blackboard Studios
- Effets spéciaux : Karen Davidoff et Adam Dunhoff
- Pays d'origine :  Israël
- Langue originale : hébreu
- Genre : Court métrage et science-fiction et Comédie
- Durée : 22 minutes
- Dates de sortie :
  - Israël : juin 2014

## Distribution
- Neveh Tzur (he) : Kobi Zucker
- Olga Bardukov : Maya Kaplinski
- Arik Mishali (he) : Simon le boucher

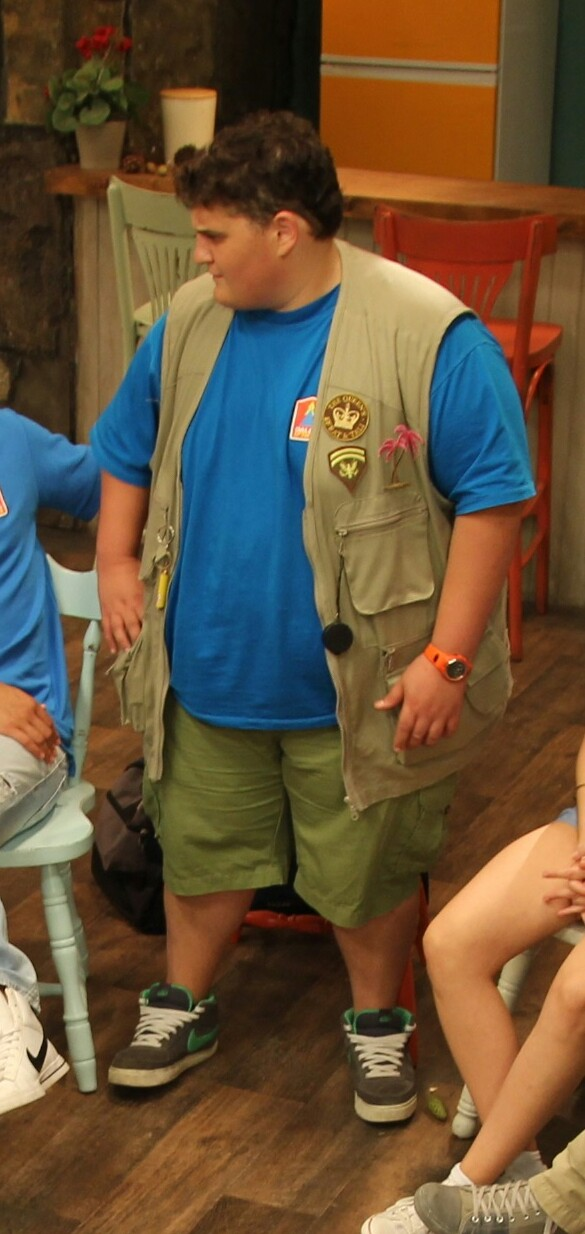
Neveh Tzur, un des acteurs principaux du film.

- Nir Malik : Shraga le gardien de sécurité
- Adi Feldman : la dame de la caisse
- Ori Zeira : l'homme en rollers
- Ana Lebovitz : la grand-mère
- Zarina Canizo : femme qui est criant
- Navon Dassa : Benny
- Yuval Malka : Bevermann
- Marina Kagan : la mère de Kobi (voix)
- Oded Leopold (he) : l'animateur de radio
- Shira Refael : femme à la station de fromage
- Adam Dunhoff : Acteur de CGI / travailleur qui chante
- Yael Shachar : Schnitzel (voix)

## Production
Des scènes comme celle de la route de campagne ont été tournées dans Ga'ash. La production en studio a été rendue à Tel Aviv.

## Distinctions
- Festival du film culturel de Caroline du Sud (2015) :  Meilleur film international
- Festival du film culturel de Caroline du Sud (2015) :  Meilleure musique pour Amit Poznansky
- Festival du film Hyart (2015) : Meilleur film de science-fiction[2]
- Festival du film de Manhattan (2015) : Meilleur film international pour adolescents[3]
- Festival International du Film de Madrid (2015) : Meilleur producteur d'un film en langue étrangère[4]